# إيرول باركر
إيرول باركر (بالفرنسية: Errol Parker)‏ هو عازف جاز وعازف بيانو فرنسي، ولد في 30 أكتوبر 1930 في وهران في الجزائر، وتوفي في 4 يوليو 1998 في نيويورك في الولايات المتحدة بسبب سرطان الكبد.

## وصلات خارجية
- إيرول باركر على موقع ميوزك برينز (الإنجليزية)
- إيرول باركر على موقع أول ميوزيك (الإنجليزية)
- إيرول باركر على موقع ديسكوغز (الإنجليزية)